# Conti di Marcaria
I conti di Marcaria costituiscono un ramo di una nobile famiglia di età medievale e di antica origine, dotata di titolo comitale, stanziata patrimonialmente nel territorio al confine fra le attuali province di Brescia, Mantova, Verona e Cremona, ed attestata dal secolo X al XV: gli Ugoni-Longhi.

## Storia e Genealogia
La denominazione di conti di Marcaria compare all'inizio del XIII secolo - il primo conte detto da Marcaria è Gualfredo, forse cugino di Viscardo ed Oberto di Redondesco -, anche se i conti chiamati Ugoni erano presenti in loco già da tempo, almeno dall'XI secolo.
È possibile osservare che il predicato "di Marcaria" è adoperato in stretta connessione con l'altro titolo "di Redondesco" , decisamente meno usato: quest'ultimo, col tempo, quindi, potrebbe essere stato soppiantato proprio dal nome "di Marcaria". L'ipotesi è che i predicati "di Marcaria" e "di Redondesco" – a cui bisogna aggiungere anche "di Bizzolano", attestato solo per i discendenti di Vizolo, fratello di Egidio e Pizio -, data anche la reciproca vicinanza di questi luoghi, tutti giacenti sul tratto del fiume Oglio diviso tra i distretti bresciano e mantovano, vadano riferiti ad un unico ramo comitale, che presto assumerà l'unico cognome "di Marcaria".
Secondo Fè d'Ostiani i discendenti del Pizino conte di Marcaria vivente nel 1196, forse per la perdita della loro parte del comitato rurale, abbandonarono nelle altre susseguenti investiture avute dal vescovo di Brescia il titolo comitale, come si vede dal fatto che i figli del conte Gualfredo si chiamarono semplicemente Corrado e Bonifacio, senza il titolo di conti, e si dissero semplicemente Ugoni. Con questo nome gentilizio compaiono nelle reinvestiture vescovili fino al 1389, anno dopo il quale non si avrebbero più notizie degli Ugoni di Brescia. 
Egidio conte di Marcaria, investito dal vescovo nello stesso anno 1196 insieme al conte Pizino del feudo di Gargnano, fu testimone in un atto di Filippo duca di Toscana nel 1195, ed insieme al conte Alberto I Casaloldo fu presente alla ratifica di un trattato tra Mantova e Ferrara. Egli ebbe due figli, Azzone detto Azzolino e Filippo, i quali furono sempre guelfi e amici del comune di Brescia, e continuarono sempre con la propria discendenza a dirsi conti di Marcaria, anche dopo che gli altri avevano lasciato quel titolo.
Come aderenti al comune furono salvati dalla confisca del 1240, anno nel quale Azzone era già premorto al fratello Filippo, che fu tutore dei nipoti Egidiolo, Obizino, Federico ed Alessandro. Federico, detto ancora conte di Marcaria, fu poi nel 1269 podestà di Brescia, insieme ad un Pancera, e nel 1272 lo divenne in Mantova, insieme all'amico, poi avversario, in quanto fu da lui cacciato, Pinamonte Bonacolsi. Egidiolo ebbe invece due figli: Rinaldo e Manfredino, che continuarono anch'essi a chiamarsi conti di Marcaria.

## Genealogia essenziale
- Pizino (v. 1196)
  - Gualfredo Di Marcaria
    - Corrado Ugoni
    - Bonifacio Ugoni
- Egidio (v. 1195-98)
  - Azzone (Azzolino) (già q. 1240)
    - Egidiolo
      - Rinaldo di Marcaria
      - Manfredino di Marcaria

    - Obizino
    - Federico di Marcaria, podestà di Brescia nel 1269, di Mantova nel 1272
    - Alessandro

  - Filippo (v. 1240)
  - Oberto di Redondesco, podestà di Parma nel 1225 e 1230, di Ferrara nel 1233
  - Viscardo o Guizzardo di Redondesco, podestà di Cremona nal 1230, di Padova nel 1244-45, vicario imperiale per la Marca Trevigiana dall'Oglio a Trento nel 1244, bandito dal comune di Mantova nel 1250
- Vizolo
  - (conti di Bizzolano)